# Abarán
Abarán és una vila i municipi de la regió de Múrcia, situada a la comarca de l'Alt Segura, encara que amb forts lligams històrics amb la comarca de la Val de Ricote. Té una població d'uns 13.264 habitants, amb la qual cosa és la segona vila més poblada de l'Alt Segura i la segona amb relació a la Val de Ricote (de vegades aquest municipi és considerat part de la Val de Ricote, com Blanca).
El municipi d'Abarán, d'uns 130 km² té límits comuns amb el paratge catalanoparlant del Carxe, situada al terme municipal de Jumella.
És coneguda per ser un dels punts d'exportació de fruita més importants de tot Múrcia, ja que exporta a places d'abastiment de les principals ciutats europees.

## Demografia

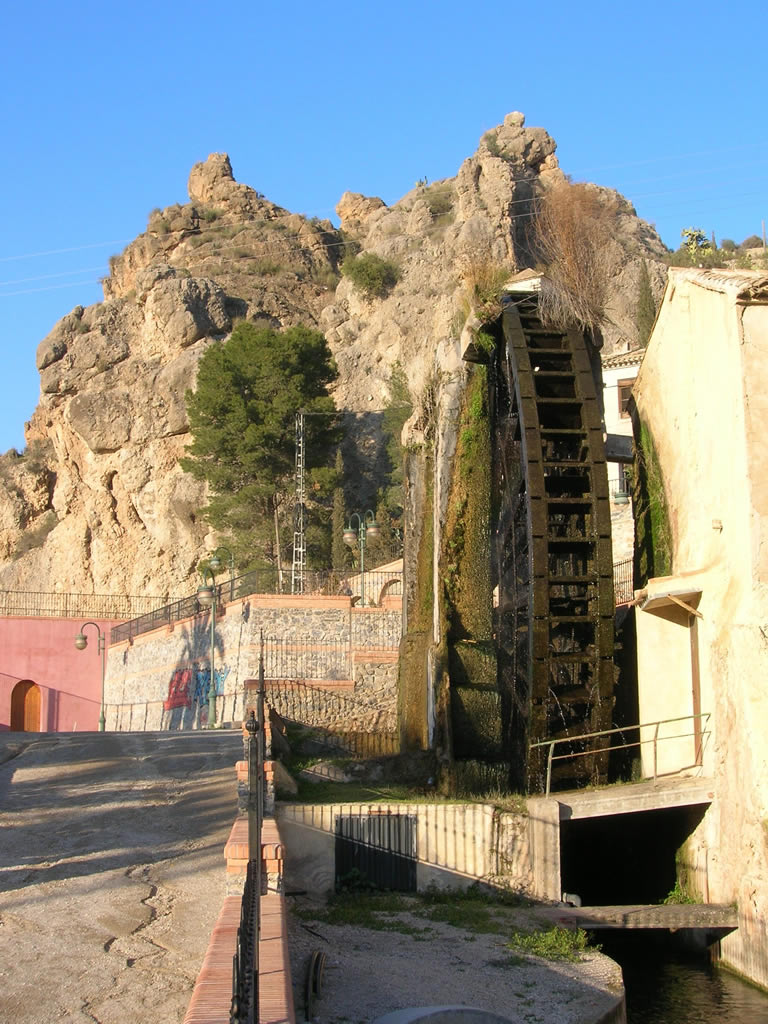
Sínia gran
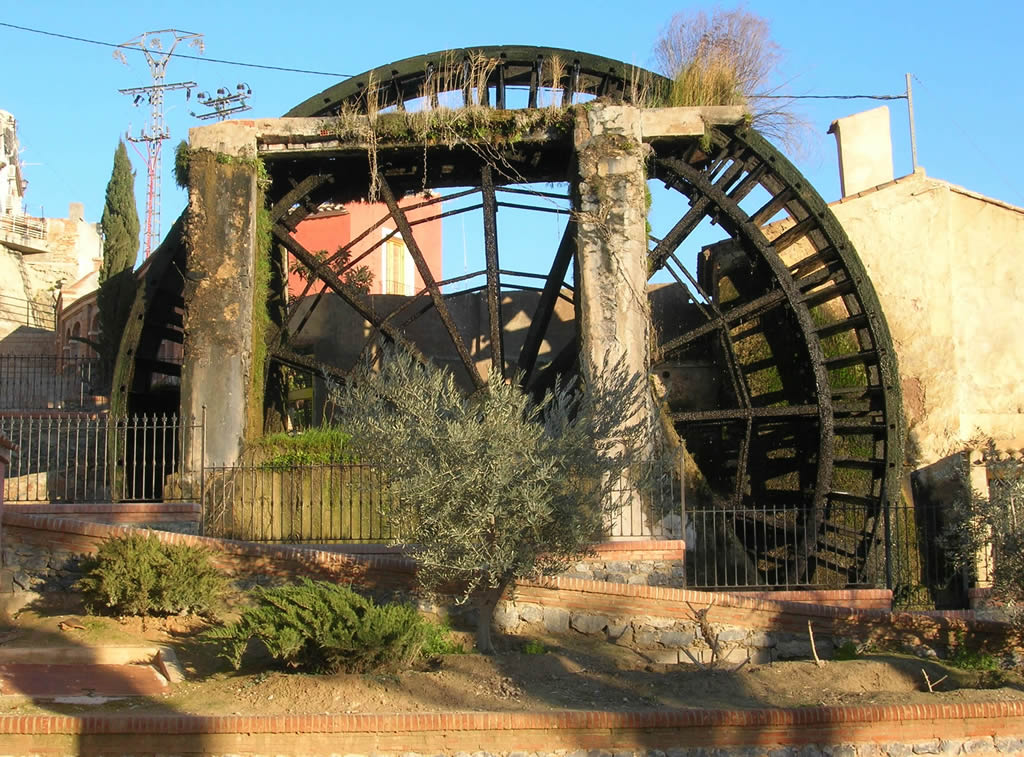
Sínia gran.